# Heartstopper (romanzo grafico)
Heartstopper è una serie di romanzi grafici ideati, scritti e disegnati da Alice Oseman. La serie, apprezzata per il suo trattamento di tematiche quali l'omosessualità, le relazioni tossiche e i disturbi alimentari, ha riscontrato molto successo fra il pubblico giovanile, che ha apprezzato i personaggi e la possibilità di rivedersi in essi.

## Storia editoriale
La genesi della serie è avvenuta in seguito al successo che Charlie Spring, il fratello minore della protagonista del primo libro dell'autrice, Senza nuvole (Solitaire in lingua originale), ha avuto tra i lettori.
Originariamente, Heartstopper venne realizzato come webcomic e pubblicato su Tumblr e Tapas nel 2016. La serie è stata poi pubblicata su Webtoon, in contemporanea con un'edizione fisica creata grazie a una raccolta fondi su Kickstarter, poi edita in quattro volumi dalla casa editrice britannica Hachette Children's Group tra il 2019 e il 2020. Un quinto volume della serie è uscito nel 2023, e alla fine del quarto volume è stato annunciato che il quinto rappresenterà l'ultimo volume della serie. In occasione del quinto anniversario di Heartstopper, Oseman ha confermato che i capitoli settimo e ottavo sarebbero stati gli ultimi della serie.
In Italia la serie è stata pubblicata da Mondadori nella collana Oscar Ink con la traduzione di Francesco Matteuzzi.

## Struttura del webcomic
| Capitolo | Capitolo | Periodo di pubblicazione | Periodo di pubblicazione | Volume   |
| n°       | Titolo   | Inizio                   | Fine                     | Volume   |
| -------- | -------- | ------------------------ | ------------------------ | -------- |
| 1        | Meet     | 25 agosto 2019           | 25 agosto 2019           | Volume 1 |
| 2        | Crush    | 27 agosto 2019           | 13 ottobre 2019          | Volume 1 |
| 3        | Kiss     | 15 ottobre 2019          | 27 dicembre 2019         | Volume 2 |
| 4        | Out      | 29 dicembre 2019         | 8 aprile 2020            | Volume 3 |
| 5        | Love     | 10 aprile 2020           | 11 novembre 2020         | Volume 4 |
| 6        | Journey  | 1º dicembre 2020         | 11 giugno 2021           | Volume 4 |
| 7        | Together | 1º gennaio 2022          | 21 dicembre 2023         | Volume 5 |
| 8        | Forever  | 1º ottobre 2024          | inedito                  | Volume 6 |

## Volumi stampati

### Graphic novel
- Heartstopper: Volume 1 (Hachette Children's Group, 2019), Mondadori, 2020
- Heartstopper: Volume 2 (Hachette Children's Group, 2019), Mondadori, 2020
- Heartstopper: Volume 3 (Hachette Children's Group, 2020), Mondadori, 2021
- Heartstopper: Volume 4 (Hachette Children's Group, 2021), Mondadori, 2021
- Heartstopper: Volume 5 (Hachette Children's Group, 2023), Mondadori, 2023

### Romanzi
- Solitaire: Senza nuvole (Solitaire, HarperCollins, 2014), Newton Compton Editori, 2015
- Radio Silence (HarperCollins, 2016), Mondadori, 2022
- I Was Born For This (HarperCollins, 2018), Mondadori, 2023
- Loveless (HarperCollins, 2020), Mondadori, 2021
- Nick e Charlie (Nick and Charlie, HarperCollins, 2020), Mondadori, 2022
- Questo inverno (This Winter, HarperCollins, 2020), Mondadori, 2022

### Libri tie-in
- The Heartstopper Colouring Book (Hodder Children's Books, 2020)
- The Heartstopper Yearbook (Hodder Children's Books, 2022)

## Trama
La saga si concentra sulle vicende e sul rapporto tra due ragazzi, Nick Nelson e Charlie Spring. Il primo, uno dei migliori giocatori di rugby della scuola, diventa amico del secondo, suo vicino di banco e apertamente gay, uno dei pochi della scuola. L'amicizia, per Charlie, si trasforma in un qualcosa di più, ma il ragazzo tenta di tenere nascosta la sua cotta, in quanto convinto che Nick sia etero. Tuttavia, Nick, si rende conto di essere innamorato di Charlie e accetta, così, la sua bisessualità. I ragazzi approfondiscono e chiariscono la loro relazione in una gita scolastica a Parigi, dal cui ritorno si ritrovano ad affrontare entrambi le loro difficoltà (Nick che deve fare coming out con suo padre, Charlie che deve affrontare un disturbo alimentare) che supereranno, oltre che con il supporto degli amici, anche grazie all'amore che provano l'uno per l'altro.

## Accoglienza
La serie è diventata un fenomeno virale su Tapas, con oltre 52,1 milioni di visualizzazioni e 301 300 iscritti. Ogni libro è entrato nella classifica settimanale dei 150 più venduti negli Stati Uniti d'America stilata da USA Today..
La serie ha riscosso anche molto successo sul TikTok anglofono, tanto che il social è stato menzionato negli strilli promozionali.

### Premi
Il terzo volume della serie si è classificato primo nella classifica di Goodreads nella categoria miglior graphic novel e fumetto. Nel 2020 è stato inoltre selezionato nei British Book Awards nella categoria "Children's Non-Fiction & Illustrated Book", nel Polari Book Prize e nella categoria Young Adult dei Books Are My Bag Readers Award.
Il quarto volume è stato selezionato dai British Book Awards nella categoria Children's Book Of The Year - Illustrated.

## Adattamenti
Dalla serie è stato tratto un libro da colorare per adulti, ideato dalla stessa autrice. È anche stato tratto un racconto spin-off basato sui due protagonisti.

### Serie televisiva
La serie è stata adattata nell'omonima serie televisiva di Netflix a partire dal 2021.
Il primo e secondo volume (corrispondenti ai primi tre capitoli) sono stati adattati nella prima stagione.
Il terzo volume (corrispondente al quarto capitolo) è stato adattato nella seconda stagione della serie, che include anche parte del sesto capitolo.
La terza stagione della serie presenta l'adattamento del quinto, del sesto e del settimo capitolo.